# Artère circonflexe iliaque profonde
L'artère circonflexe iliaque profonde (ou artère circonflexe iliaque ou artère épigastrique inférieure et externe) est une artère systémique paire de l'abdomen. Elle vascularise une partie du pelvis.

## Origine
L'artère circonflexe iliaque profonde naît de la face latérale de l'artère iliaque externe au même niveau que l'artère épigastrique inférieure passant au-dessus du ligament inguinal.

## Trajet
L'artère circonflexe iliaque profonde passe derrière le ligament inguinal et continue en arrière et latéralement dans un dédoublement de la partie iliaque du fascia ilio-psoïque. Elle suit la face interne de la crête iliaque jusqu’à l’épine iliaque antérieure et supérieure.
Au niveau de l'épine iliaque ou un peu avant qu'elle n'atteigne celle-ci, l'artère donne un rameau ascendant qui passe entre les muscles transverse de l'abdomen et oblique interne de l'abdomen en direction de l'ombilic.

## Zone de vascularisation
Le rameau ascendant vascularise les muscles transverse de l'abdomen et oblique interne de l'abdomen et contribue à la vascularisation du muscle droit de l'abdomen via ses anastomoses avec l'artère épigastrique inférieure, l'artère épigastrique superficielle et les artérioles lombaires.
Un autre rameau horizontal suit la crête iliaque, perfore le muscle transverse de l’abdomen et s’anastomose avec l’artère iliolombaire, formant une arcade artérielle qui irrigue en haut les muscles de la paroi lombaire et en bas les muscles glutéaux et le muscle tenseur du fascia lata. Elle fournit également des rameaux osseux à l'os coxal et des rameaux cutanés à la peau environnante.

## Pathologies
Elle peut être utilisée pour des revascularisations chirurgicales lorsque l'artère fémorale ne peut pas être utilisée. Elle est parfois utilisée pour des reconstructions mandibulaires.